# 阪急そば

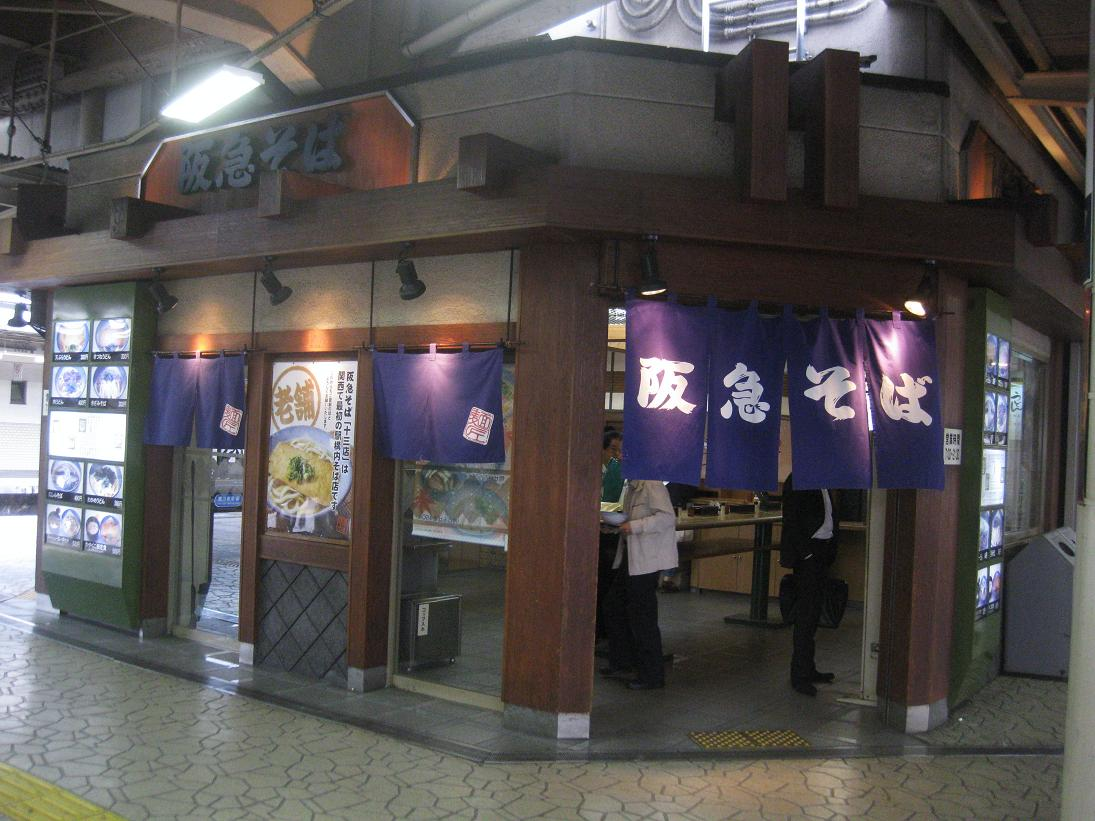
阪急そば十三店
（2011年、改装前）

阪急そば（はんきゅうそば）は、2019年（平成31年）3月31日まで阪急阪神ホールディングスグループの阪急阪神レストランズが運営していた立ち食いそば・うどん店（駅そば）である。阪神阪急レストランズの会社解散のため、同年4月1日付で株式会社平野屋に事業譲渡し屋号を若菜そば（わかなそば）へ変更、同年11月21日付で阪神阪急レストランズは解散した。

## 歴史
1967年（昭和42年）に阪急電鉄十三駅構内に関西私鉄で初めての立ち食いそば・うどん店として十三店を開いたのが始まりである。純粋な立ち食いスタイルの店舗は改装前の十三店のみで、多くの店舗ではカウンターに簡易な椅子を設置し、座って飲食可能にしていた（ただし仁川店では阪神競馬場の競馬開催日は混雑緩和のため椅子を撤去していた）。
かつては阪急電鉄子会社のクリエイティブ阪急（2012年6月に阪神園芸が吸収合併）が園芸部門と共に運営していたが、阪急阪神ホールディングスグループ内の仕入や衛生管理などの統合による経費削減を目指した飲食事業の集約に伴い、2010年（平成22年）4月1日に阪急阪神レストランズへ事業が移管され、その後は同社が運営していた。
天ぷらうどんや、天ぷらと甘辛いだしで味付けした玉子を米飯の上に乗せた「天たま丼」を人気メニューとして、駅構内を中心とする阪急沿線に店舗展開を行った。2012年（平成24年）2月7日から、当店の天ぷらうどんを再現したカップ麺を、同じ阪急阪神ホールディングス傘下のコンビニエンスストアのアズナスやユニー系のコンビニエンスストアのサークルKサンクスの近畿地区の店舗で販売した。
「阪急そば 若菜」「御鷹茶屋」など派生業態の店舗も展開した。2011年（平成23年）9月20日に庄内店を改装してオープンした「阪急そば+Cafe」は、従来のそば・うどん・丼物メニューに加え、コーヒーや和風スイーツなどのカフェメニューや、タイムサービスメニューを提供する新業態であったが、短期間で廃止された。

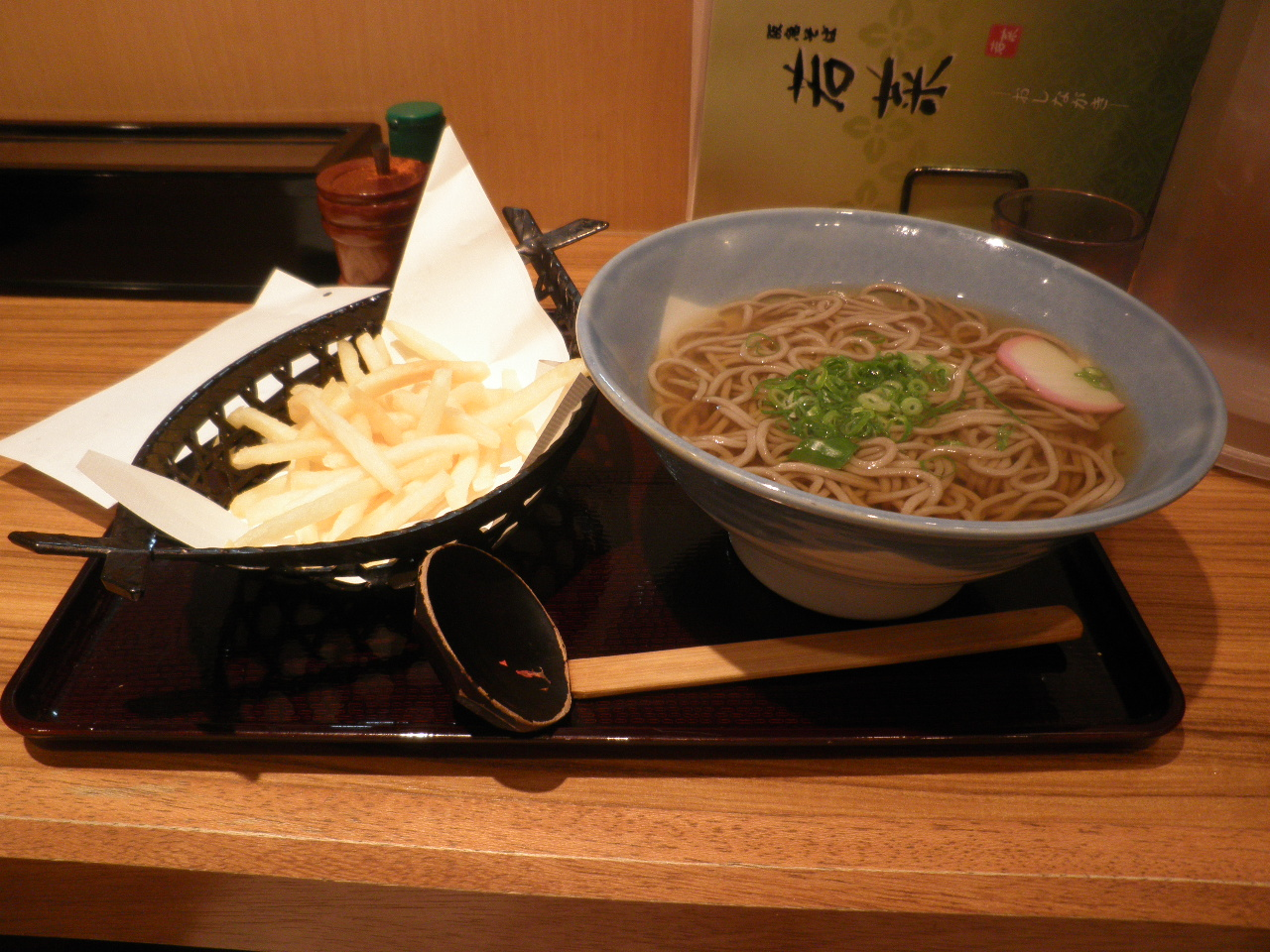
ポテそば

2015年2月、十三店でそばやうどんにフライドポテトを載せた「ポテそば」「ポテうどん」を始めたところインターネット上で話題となり、マスメディアにも取り上げられる人気商品となった。このため、同年4月以降は販売店舗を拡大し「ポテカレーそば」「ポテカレーうどん」を追加した。このブームを受け、東京の富士そばなど、他の立ち食いそばチェーン店でも同様の商品が販売された。
2019年4月1日より、フラット・フィールド・オペレーションズの完全子会社である株式会社平野屋に全店舗が事業譲渡され、店名が「若菜そば」に変更され「阪急そば」の名称は消滅した。

## 店舗
ピーク時には37店舗を展開していたが、2019年3月末「阪急そば」の12店舗および「阪急そば 若菜」の3店舗が若菜そばに引き継がれた。
現行店舗については店舗一覧を参照。

### 過去に存在した店舗
阪急そば
- 川西能勢口店（地上駅時代）
- 正雀店
- 総持寺店
- 堺筋本町店
- 上牧店
- 本町店
- 西本町店
- 石橋店
- 六甲店
- 蛍池店
- 富田店
- 恵美須町店（2013年2月閉店[15]）
- 仁川店（2014年6月閉店）
- 相川店（2014年6月閉店）
- 大山崎店（2014年6月閉店[16]）
- 上桂店（2018年3月閉店）
- 千里山店（2018年9月閉店）
- 園田店（2018年9月閉店）
- 桂店（2018年9月閉店）
- 十三東口店（2018年12月閉店[17]）

若菜
- 千里丘店（2018年12月閉店）

若菜そば
- 西宮北口駅前店（2024年2月閉店[18]）
- 長岡天神店（2024年5月閉店[19]）

その他のブランド
- 阪急そば+Cafe庄内店
- 阪急ラーメン東向日店
- 阪急ラーメン富田店

## 近畿地方の類似店舗
近畿地方の鉄道構内には「阪急そば」のほか、JR西日本の駅にある「麺家」、京阪沿線にある「麺座」、南海沿線にある「南海そば」、山陽沿線にある「山陽そば」などがある。
なお、阪神尼崎駅の「阪神そば」、阪神御影駅の「六甲庵」、野田阪神駅の「戎屋うどん」など、阪神沿線にある立ち食い店は、阪急阪神レストランズではなくエキ・リテール・サービス阪急阪神による運営である。